# Consiglio regionale della Borgogna-Franca Contea
Il Consiglio regionale della Borgogna-Franca Contea (in francese Conseil régional de Bourgogne-Franche-Comté) è l'assemblea deliberativa della regione francese della Borgogna-Franca Contea.
Frutto della fusione, il 1º gennaio 2016, tra il Consiglio regionale della Borgogna e il Consiglio regionale della Franca Contea, è composto da 100 consiglieri regionali eletti per 6 anni a suffragio universale diretto. Attualmente è presieduto da Marie-Marguerite Dufay.
La sede del consiglio regionale si trova nel centro storico di Besançon. È composto dall'Hôtel de Grammont, acquisito nel 1982, e dai vicini edifici della vecchia istituzione di Saint-Jean, affacciati su Square Castan. L'espressione "Grammont" è talvolta usata, per metonimia, per designare i servizi della presidenza della regione.